# Heinrich Böll
Heinrich Theodor Böll, född 21 december 1917 i Köln, död 16 juli 1985 i Langenbroich, Nordrhein-Westfalen, var en arbetskritiker och en av efterkrigstidens mest framstående tyska författare. Han tilldelades 1972 nobelpriset i litteratur.

## Biografi

### Barndoms- och krigsår (1917-1945)
Heinrich Böll föddes i Köln (Neustadt-Süd: Ecke Alteburger Strasse/Teutoburger Strasse). Fadern Viktor Böll var snickare och modern hette Maria (född Hermann). Heinrich var faderns åttonde barn och tredje son, Maria var faderns andra fru. I den småborgerliga familjen Böll var romersk-katolsk tro och avståndstagande från nazismen självklarheter.
Böll gick åren 1924 till 1928 i den katolska folkskolan och flyttade sedan till det statliga humanistiska Kaiser-Wilhelm-Gymnasium. Efter studentexamen 1937 började han som bokhandlarlärling hos Math. Lempertz i Bonn, men slutade redan efter elva månader. Under denna tid gör han också sina första försök som författare. År 1938 inkallas Heinrich Böll under ett år i Reichsarbeitsdienst. Sommaren 1939 påbörjade han studier i germanistik och klassisk filologi (och skrev sin första roman Am Rande der Kirche), men blev redan på sensommaren inkallad till militärtjänst. Böll var soldat tills han råkade i amerikansk krigsfångenskap i april 1945. Han frigavs i september samma år.
Under en frontpermission 1942 gifte sig Böll med Annemarie Cech som han varit bekant med sedan länge. Deras förste son Christoph dog redan under sitt första levnadsår 1945. Sönerna Raimund, René och Vincent föddes 1947, 1948 och 1950.
Under kriget bad han upprepade gånger i brev från fronten sina föräldrar att skicka Pervitin amfetamin, som i början av kriget delades ut i stora kvantiteter till soldaterna. Också efter kriget lär han tidvis ha varit amfetaminberoende.

### Litterär början (1945-1950)
Under kriget skrev Böll mestadels brev. Efter krigsslutet började han emellertid åter att skriva skönlitterära texter. Dessemellan försörjde han sig på tillfällighetsarbeten. Han skrev åter in sig vid universitetet, fast mest för att på så sätt få tillgång till ransoneringskuponger för livsmedel. Under denna tid var det framför allt frun, som genom sitt arbete som lärare, stod för familjens regelbundna inkomst. Bölls första efterkrigsroman Kreuz ohne Liebe utkom i juli 1946 som bidrag i en tävling. Hans första noveller publicerades 1947 i tidskrifter. Deras centrala teman är kriget och missförhållanden i det tyska efterkrigssamhället. Några av de bästa novellerna utkom 1950 i samlingen Wanderer, kommst du nach Spa..., som gav Böll ett namn som novellist. Ytterligare noveller från de första fredsåren publicerades 1983, delvis i bearbetad form, i samlingen Die Verwundung.  
Viktiga källor rörande denna tid är den (för båda postumt) utgivna brevväxlingen med Bölls nära vän, skriftställaren och filmmanusförfattaren (Suleyken) Ernst-Adolf Kunz (alias Philipp Wiebe), som han lärde känna i krigsfångenskapen i Frankrike. (Die Hoffnung ist wie ein wildes Tier; 1994) 

### De viktigaste verken (1951-1971)
Bölls första stora framgång var hans debut hos Gruppe 47 i maj 1951. Han hade visserligen publicerat några verk, men de hade inte givit särskilt stor resonans hos publiken. På förslag av Alfred Andersch bjöds Böll in till Gruppe 47:s möte i Bad Dürkheim. Böll läste satiren Die schwarze Schafe och vann i Bad Dürkheim - om än knappt över Milo Dor - vid sitt första framträdande Gruppe 47:s litteraturpris, fick en prissumma på 1 000 DM och som en direkt följd därav även ett förlagskontrakt med Kiepenhauer & Witsch. De följande åren blev Bölls mest produktiva. Nu utkom bl.a. Wo warst du, Adam? (1951, sv. Var var du Adam, 1972), Und sagte kein einziges Wort  (1953, sv. Lidande Eros, 1954), Haus ohne Hüter (1954, sv. Hus utan väktare, 1956), Irisches Tagebuch (1957, sv. Irländsk dagbok, 1972), Doktor Murkes gesammeltes Schweigen und andere Satiren (1958, sv. Doktor Murkes samlade tystnad, 1960), Billard um halbzehn (1959, sv. Biljard klockan halv tio, 1961), Ansichten eines Clowns (1963, sv. En clowns åsikter, 1964) und Ende einer Dienstfahrt (1966, sv. Slutet på en tjänsteresa, sv. 1968).

### En offentlig och engagerad person (från slutet av 1960-talet)

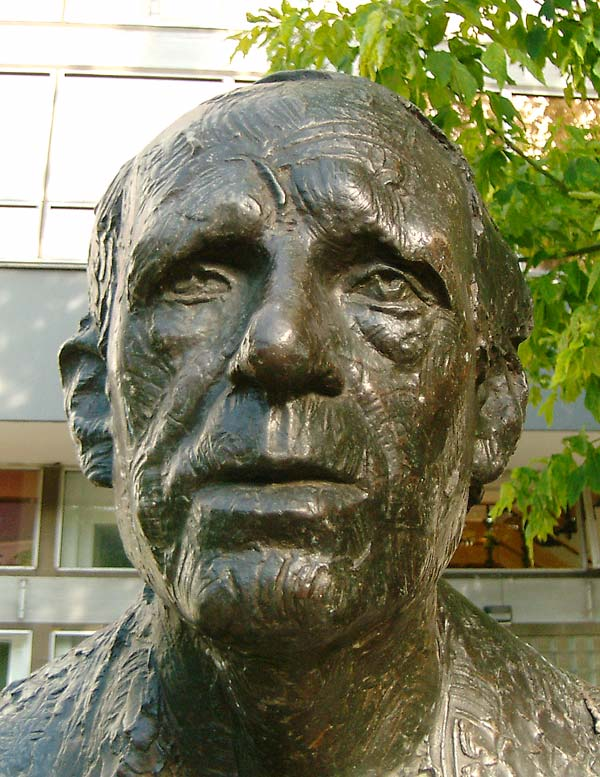
Heinrich Böll (Minnesmärke i Berlin)

Under Adenauer-eran var Böll en uttalad motståndare till den konservativt-katolske kanslern och han levde upp till sin vänsterprofil även därefter: 1970 utsågs han till president för tyska PEN-klubben och strax därefter 1971 till internationell president. Den posten innehade han till 1974. 
År 1972, det år då han tilldelades Nobelpriset och ett år efter utgivningen av Gruppenbild mit Dame, skapade han inrikespolitisk skandal. Han pläderade i en essä med titeln Vill Ulrike ha nåd eller fri lejd? i der Spiegel för ett mänskligare bemötande av terroristerna i Röda armé-fraktionen (RAF) och han berörde speciellt Ulrike Meinhofs person och utveckling. I detta sammanhang angrep han också skarpt Springerpressens journalistik. I konservativa kretsar betraktades han därefter som en "andlig sympatisör" till terrorismen och fick lida för det. Förbundsdagsledamoten Friedrich Vogel (CDU) talade vid den tiden om "Böllar och Brücknar" (Peter Brückner) som terrorns intellektuella medbrottslingar. Då myndigheterna inte höll det för uteslutet att Böll skulle kunna gömma undan efterspanade RAF-medlemmar, så genomförde man den 1 juni 1972 en husundersökning hemma hos Böll i Langenbroich. Han besvärade sig fem dagar senare skriftligen hos inrikesminister Hans-Dietrich Genscher. De exakta omständigheter kring aktionen, och särskilt antalet deltagande tjänstemän, är omstridda. Medan Böll hävdade att upp till tjugo poliser deltagit, menade insatsledaren Helmut Conrads att bara han själv och en kollega från kriminalpolisen varit hemma hos Böll. Robert Spaemann, som den dagen befann sig i Bölls hus, intygade att han hade sett ett flertal tungt beväpnade poliser.    
År 1974 utkom i Tyskland Bölls förmodligen mest kända verk, Katarina Blums förlorade heder, som var ett bidrag till 1970-talets debatt om samhällsvåld och som särskilt skarpt kritiserade Springerpressen. Boken översattes till över trettio språk, filmades av Volker Schlöndorff och har fram till 2007 sålts i 6 miljoner exemplar enbart i Tyskland.
De följande åren ägnade sig Böll allt mer åt politiska problem i hemlandet, liksom i länder som Polen och Sovjetunionen, som han kritiserade hårt. De sovjetiska dissidenterna Aleksandr Solzjenitsyn och Lev Kopelev var gäster hemma hos Böll. Han engagerade sig vid den här tiden också i latinamerikanska problem och försökte medla i olika konflikter. Samtidigt insjuknade Böll då han befann sig i Ecuador och han måste opereras både där och senare i Västtyskland. I slutet av 1970-talet stödde han Rupert Neudeck i dennes engagemang för de vietnamesiska båtflyktingarna.
Han kritiserade skarpt den katolska kyrkan och utträdde demonstrativt 1976 utan att för den skull ha tappat sin tro. Böll stödde fredsrörelsens kamp mot Nato:s rustningsbeslut den 12 december 1979 och deltog 1983 i en blockad av raketbasen Mutlangen.
Bölls skrev och gav ut sitt sista verk Kvinnor i flodlandskap, en roman som utspelas i Bonn, år 1985. Idag är denna roman, liksom Das Treibhaus av Wolfgang Koeppen, ett litterärt minnesmärke över den tyska förbundshuvudstaden åren 1949 till 1989, fast ett på intet sätt smickrande sådant.

### Sjukdom och död
I början av juli 1985 skrevs Böll in på ett sjukhus i Köln för att undergå ytterligare en operation. Därefter återvände han hem till Langenbroich och dog morgonen därpå, den 16 juli. Tre dagar senare begravdes han i Merten nordväst om Köln av en familjen närstående präst enligt katolsk ritual. Det utspridda ryktet att Böll före sin död skulle ha återinträtt i kyrkan stämmer inte. Många kollegor och politiker var närvarande vid begravningen, däribland även förbundspresidenten Richard von Weizsäcker.

### Heinrich Bölls eftermäle

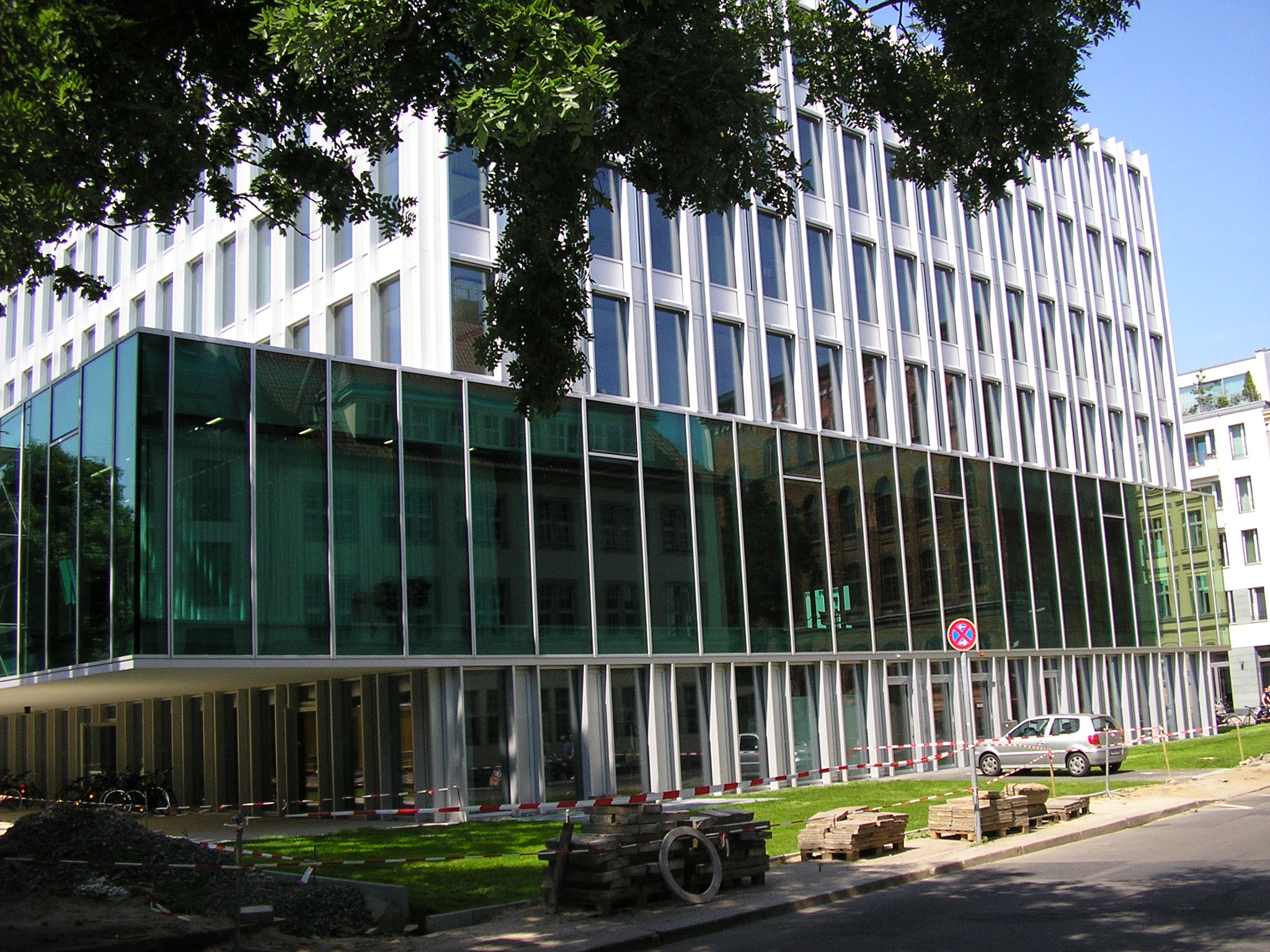
Heinrich-Böll-Stiftung (Berlin)

Bölls första roman Ängelns tystnad, som utspelar sig efter andra världskriget, utgavs postumt 1992 av litteraturvetaren Werner Bellmann, som också har skrivit ett belysande efterord. Romanen skrevs 1949 och refuserades av förlaget Friedrich Middelhauve 1951. Den kunde dock offentliggöras kapitelvis och kapitlen fick utgöra noveller. Ett antal dittills helt opublicerade berättelser utkom 1995 med titeln Der blasse Hund och med ett efterord av Heinrich Vormweg. Samlingen innehåller också en text från förkrigstiden. Bölls första roman från efterkrigstiden Kreutz ohne Liebe publicerades 2002 inom ramen för de samlade verken Kölner Ausgabe. Roman utspelar sig under nazitiden, såväl före som under kriget. I Kölner Ausgabe utkom 2004 också förkrigsromanen Am Rande der Kirche, som föregriper Bölls senare rasande angrepp på den katolska kyrkan som institution och på den borgerliga katolicismen, som manifesteras i romanerna Ängelns tystnad och En clowns åsikter.
Ett flertal institutioner bär Bölls namn: Partiet Die Grünen närstående Heinrich-Böll-Stiftung och Heinrich-Böll-Archiv, en dokumentations- och informationscentral rörande Bölls liv och verk. Bölls semesterhus på Achill Island och hans hus i Langenbroich utgör The Böll Cottage och Heinrich Böll Haus där stipendiater får lov att vistas. Ett flertal skolor har också uppkallats efter författaren. Staden Köln ger sedan 1985 ut ett Heinrich Böllpriset för prestationer inom tyskspråkig litteratur.
Uttrycket "Buffelns sakrament" (Sakrament des Büffels) förekommer i romanen Biljard klockan halv tio som omskrivning av nazisternas strävan efter makt och därav följande människoförakt.

## Priser och utmärkelser
- Asteroiden 7873 Böll[8]
- 1951: Gruppe 47:s litteraturpris för Die schwarzen Schafe
- 1953: Deutscher Kritikerpreis
- 1958: Eduard von der Heydt-Kulturpreis utgivet av staden Wuppertal
- 1961: Villa Massimo
- 1967: Georg Büchner-priset för hela författarskapet
- 1972: Nobelpriset i litteratur
- 1974: Carl-von-Ossietzky-Medaille
- 1982: Hedersmedborgare i staden Köln

## Bibliografi

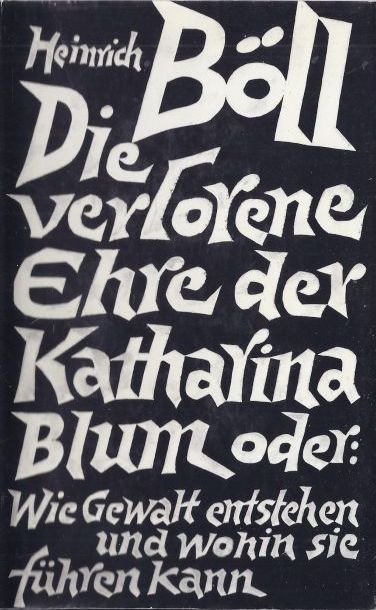
Bokomslag

### Samlade och valda verk (urval)
- Werke 1-10. Hrsg. von Bernd Balzer. Köln 1977/78
- In eigener und anderer Sache. Schriften und Reden 1952-1985. 9 Bd. München 1985-88
- Kölner Ausgabe (26 Bd. + 1 Registerband). Köln 2002- .
- Erzählungen. Hrsg. von Jochen Schubert. Köln 2006.

### Samlingar på svenska
- När kriget var slut och andra berättelser (Ur Erzählungen 1950-1970) (översättning Ulrika Wallenström) (Norstedt, 1973)
  - innehåller bl.a. novellen Anekdot för sänkande av arbetsmoralen
- Ros och dynamit : [essayer i urval] (Ur Erzählungen, Hörspiele, Aufsätze ; Aufsätze, Kritiken, Reden ; Neue politische und literarische Schriften) (översättning Eva Liljegren och Göran Löfdahl) (Aldus, 1974)
- Dikter (tolkningar: Benkt-Erik Hedin) (Cavefors, 1976) [även bidrag av Klaus Staeck]

### Brev
- Die Hoffnung ist wie ein wildes Tier. Der Briefwechsel zwischen Heinrich Böll und Ernst-Adolf Kunz 1945-1953. Hrsg. von Herbert Hoven. Köln 1994.
- Briefe aus dem Krieg 1939-1945. 2 Bände, hrsg. und kommentiert von Jochen Schubert. Köln 2001